# The Recombinant Trilogy
The Recombinant Trilogy ist ein Musikalbum von George Lewis. Die zwischen 2016 und 2020 an verschiedenen Veranstaltungsorten in New York City, Huddersfield und  Oberlin, Ohio, entstandenen Aufnahmen erschienen 2021 auf dem Label New Focus.

## Hintergrund
George Lewis’ Recombinant Trilogy ist ein Triptychon neuerer Kompositionen für akustische Soloinstrumente und interaktive Elektronik. Wie der Titel schon andeutet, verbindet sich die elektronische Komponente, ein von Damon Holzborn geschriebenes Softwareprogramm, mit dem Klang des akustischen Instruments, um dessen Klang zu verdoppeln, dessen Klangfarbe, Tonhöhe und scheinbare Position im Raum zu verändern und es anderweitig zu fragmentieren und neu zu kombinieren, was Lewis als „mehrere digital erstellte Klangpersönlichkeiten“ beschreibt, notierte Daniel Barbiero. Die Recombinant Trilogy stelle die jüngste Stufe in einer langen Entwicklungsgeschichte dar; Lewis’ Experimente mit interaktiven elektroakustischen Systemen reichen mindestens bis zu seiner Arbeit am IRCAM in Paris im Jahr 1984 zurück, die eine Aufführung mit Lewis’ computergenerierten Improvisationen in Kombination mit Improvisationen von Joëlle Léandre, Steve Lacy und anderen umfasste.
Auf The Recombinant Trilogy würden Lewis‘ originelle Methoden zur Schau gestellt, indem drei Stücke mit den von Damon Holzborn erstellten Max-Patches digital bearbeitet werden.
Jedes Stück in diesem Triptychon ist für ein bestimmtes Instrument und einen bestimmten Musiker geschrieben. „Emergent“ (2013), gespielt von Claire Chase (Flöte) und Levy Lorenzo (Elektronik), wurde für Chases „Density 2036“-Projekt in Auftrag gegeben, einer 23-jährigen Marathon-Veranstaltung zur Schaffung eines neuen Werks für Soloflöte. Lewis‘ „Doppelgänger“, elektronische Imitationen von Chase, erwachen zum Leben und erzeugen einen schwindelerregenden Zerrbildeffekt.
„Not Alone“ (2014), geschrieben für und gespielt von Seth Parker Woods (Cello und Elektronik), ist Abdul Wadud gewidmet, einem amerikanischen Cellisten und führenden Mitglied der Black Artists Group of St. Louis, dessen Soloalbum By Myself von 1977 eine erweiterte Ausdruckskraft des Cellos demonstrierte. „Seismologic“ (2017), gespielt von Dana Jessen (Fagott) und Eli Stine (Elektronik), wurde von Lewis‘ Seismologie-Kollegen an der Columbia University inspiriert. In diesem letzten Werk wird die Transformation stark am Ort des Instruments selbst katalysiert. Jessen nutzt ein  Arsenal erweiterter Techniken, um den üblichen reichen, erdigen Ton des Fagotts in außerirdisches Zittern und Summen, uraltes, urzeitliches Zischen und Summen sowie mechanisches Rauschen und Lärmen zu verwandeln, notierte Jillian Degroot. Durch die digitale Verarbeitung werden Jessens Umgestaltungen zusätzlich in bebende, seismische Landschaften verwandelt.

## Titelliste
- George Lewis: The Recombinant Trilogy (New Focus FCR284)[3]

1. Emergent 12:10
2. Not Alone 23:43
3. Seismologic 23:33

Die Kompositionen stammen von George Lewis.

## Rezeption

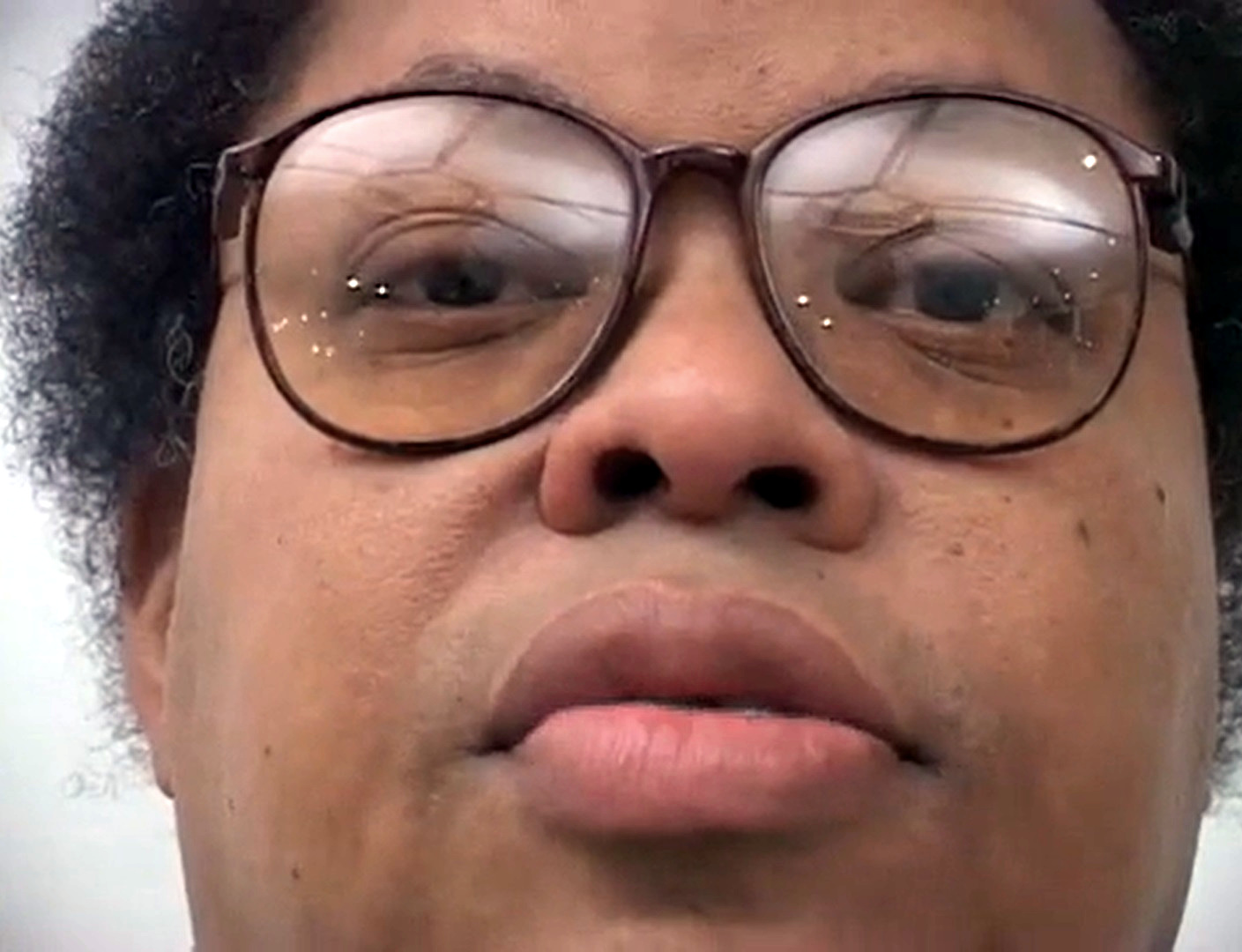
George E. Lewis in „Music is (Speaking Portraits)“ (2009)

Das Album umfasse drei Duette, von denen jedes einen herausragenden Instrumentalisten präsentiere, der sowohl mit zeitgenössischer komponierter als auch improvisierter Musik vertraut sei, schrieb Daniel Barbiero (Avant Music News). Einer der faszinierenden Vergleichspunkte sei die sehr unterschiedliche Klangsignatur, die jedes Instrument trage; während alle drei Stücke in ihren allgemeinen Prozessen der Klangschnittstelle, des Verfalls und der Neuanordnung ähnlich seien, würden sie sich stark in den Details von Klangfarbe, Dichte und Plastizität unterscheiden. Bei allen drei Begegnungen von Elektronik und Akustik kämen die Stimmen der Instrumente durch, selbst während sie die Metamorphosen durchlaufen, denen sie ausgesetzt sind: der reine, fast körperlose Sopran der Flöte in „Emergent“, die dunkle Reibung des Cellos in „Not Alone“, die erderschütternden tiefen Töne des Fagotts im treffend betitelten „Seismologic“. Und all dies basiere auf dem Fundament von Lewis‘ Konzept und Kompositionen, dem festen Boden, auf dem diese Begegnungen stattfinden.
The Recombinant Trilogy sei Musik, die Aufmerksamkeit verlangt, die sich weigere, in den Hintergrund zu treten. Sie sei auf die beste Weise erschütternd, schrieb Brad Rose (Foxy Digitalis). Konzeptionell würden diese Kompositionen eine reichhaltige, explorative Welt bilden, die akustischen Klang und Technologie auf neue und interessante Weise kombiniere. In musikalischer Hinsicht würden die Stücke „Berge erklimmen und Universen in Sternenstaub zerschmettern“, während sie sich über die Klanglandschaft verteilen. Mit einem minimalistischen Ansatz schaffe George Lewis immersive Werke, die Spannung auf überraschende und unkonventionelle Weise aufbauen und lösen. Die Recombinant Trilogy sei ein gewaltiges Werk. Dies könnte als schwierige Musik angesehen werden, aber mit der Zeit und bei genauer Betrachtung dei sie durchaus fesselnd und zutiefst einnehmend. Lewis würde weiterhin überraschen, während er alle Grenzen ignoriere.
Diese Trilogie sei nicht nur wegen ihrer erfinderischen, virtuosen Konvergenz zwischen Akustik und Elektronik überzeugend, sondern auch, weil diese Schwergewichte sich für neue Musik einsetzen und aktiv den Status quo aufbrechen, schrieb Jillian Degroot.  The Recombinant Trilogy würde an die Möglichkeiten für Kunst und Klang erinnern, wenn Grenzen nicht nur verschoben, sondern völlig neu definiert werden.